# Ulica Ciemna w Krakowie
Ulica Ciemna – ulica w Krakowie, w dzielnicy I Stare Miasto, na Kazimierzu.
Łączy ulicę Jakuba z ulicą Szeroką. Jest jednojezdniowa.

## Historia
Ulica istniała już w XVI wieku, a według niektórych źródeł powstała w 1533 roku i składała się z trzech części. Od początku swojego istnienia łączy ulicę Szeroką, z ullicą Jakuba. Dawniej ulica graniczyła z cmentarzem żydowskim Remuh, założonym 1551 roku.
Na Planie Kołłątajowskim widniała dalej jako bezimienny zaułek. Na początku XIX wieku określano ją jako bezimienną przecznicę, bądź ul. Ciemna w Mieście Żydowskim. W drugiej połowie XIX wieku najdłuższy odcinek ulicy, był nazywany Pod Kierkowem. W 1912 roku przemianowano ulicę na ul. Kącik, a w 1915 roku została ponownie przemianowana na nazwę poprzednią. Od lat dwudziestych XX wieku nazywano ją ulicą Lewkową.
Nazwa ulicy Lewkowej pojawiała się jeszcze na planach miasta z lat siedemdziesiątych i osiemdziesiątych XX wieku, mimo że obecnie cała ulica nosi oficjalną nazwę ulicy Ciemnej nadaną przez Radę Miasta Krakowa.

## Zabudowa
- ul. Ciemna 6 – Dom, XVIII wiek[a].
- ul. Ciemna (ul. Szeroka 28) – Kamienica, 1822[b].
- ul. Ciemna (ul. Szeroka 29) – kamienica, zaprojektowana przez Stefana Świszczowskiego, 1888–1889[b].
- ul. Ciemna 13 – Kamienica, XIX wiek.
- ul. Ciemna 15 – Kamienica, XIX wiek.
- ul. Ciemna 17 – Kamienica, XVIII wiek.
- ul. Ciemna 19 (ul. Jakuba 4) – Kamienica, XVIII wiek.